# トゥメト

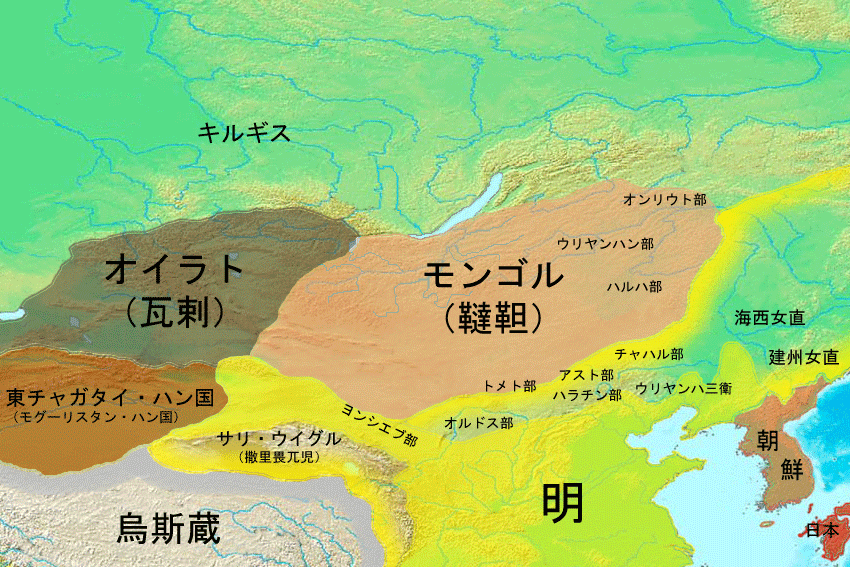
15世紀の東アジア諸国と北方諸民族。

トゥメト（モンゴル語: Түмэд,Түмд、ᠲᠦᠮᠡᠳ　中国語：土默特 Tǔmòtè、英語：Tümed,Tumad）は、モンゴルの一部族。トメト，トゥマト，トゥメド，トマトとも表記される。

## 名称
別名をモンゴルジン、モンゴルジン・トゥメト、トゥメト・モンゴルジンともいい、トゥメトには「モンゴルジン」（「モンゴルに似ている」の意）という異称がついて記載されることがある。その理由としては、トゥメトの中のモンゴルジン集団が強力であったためであるとか、モンゴルジンの中のトゥメト集団が強力であったためであるとか、諸説存在するものの、はっきりしたことはわからない。宝音徳力根はトゥメト（土黙特）という名称は、ドローン・トゥメン（多羅土蛮）の後半部分が複数形で残ったものであるとしている。

## 歴史

### チンギス・カンの時代

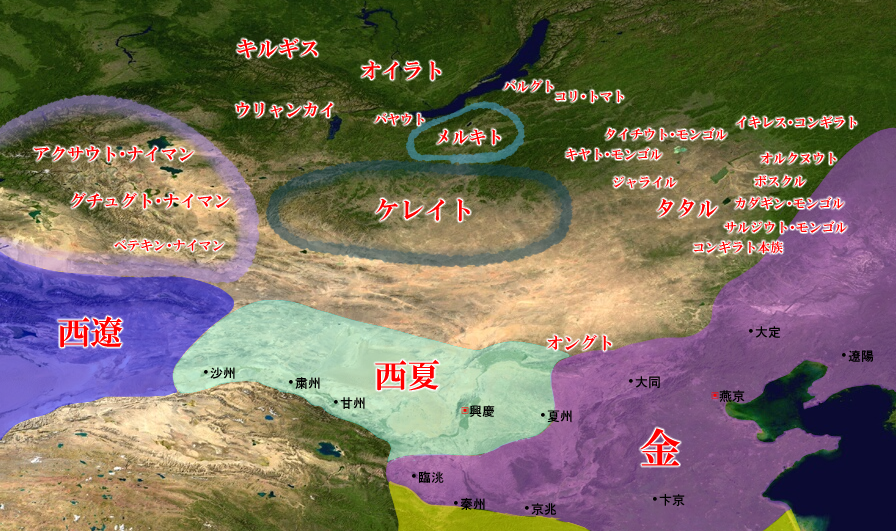
12世紀のモンゴル高原の諸部族

13世紀初頭、バイカル湖の東にはコリ，コアラシュ（トゥラス），ブリヤト，トゥマトの4種族が住んでおり、彼等はバルグト族と総称されていたが、“バルグト”とはセレンガ川のかなたの彼らの領土の位置を示すものであり、その地方はタタル諸族の住む東北の境界をなしているので、“バルグジン・トグム”（「バルグジン川の境界」の意）とも呼ばれていた。彼らの北隣りにはフラガチン，ケレムチン，森のウリヤンギトの諸族が住む。
キルギズ族に隣するトゥマト族は好戦的な民族であるが、その首長タイトウル・ソカルがモンゴルの征服者チンギス・カンの不在に乗じて、その同盟を絶とうとしていたため、チンギス・カンは1217年にボロウル・ノヤンに命じてトゥマト族を撃ち破った。しかし、ボロウルが戦死したため、家族のことを委ねられていたチンギス・カンはその諸子に対して多大な厚遇をしてやった。トゥマト族を征服するに際し、チンギス・カンは隣のキルギズ族に対して出兵要請をしていたが、キルギズ族がこれを拒んだため、子のジョチに命じてキルギズ族も征服させた。

### 北元の時代
トゥメト部の前身はチンギス・カンの弟カチウンの末裔、ドーラン・タイジが率いるドローン・トゥメンである。カチウン王家は代々ノーン河流域に遊牧してきたが、エセン・ハーンのモンゴル統一・短期間の即位と死という混乱の中で南方に移住してきた。ドローン・トゥメンにはアムール水系に居住するトゥングース系民族(ウェジ/オジェート)が含まれており、これらを指して「モンゴルジン(モンゴルに似た者達)」とも呼んだ。
ドーラン・タイジは1465年にハラチン部のボライ・タイシと組んでマルコルギス・ウケクト・ハーンを弑逆し、オイラトのオシュ・テムルと協力することで勢力を拡大した。
1475年、マンドゥールン・ハーンが帝位に即くと、「ウケクト・ハーンの仇を討つ」と称して出陣し、ドーラン・タイジを殺してドローン・トゥメトの国人を征服した。この時、マンドゥールン・ハーンはドーラン・タイジ腹心の部下トゥルゲンを味方に引き込んでおり、征服したトゥメトはトゥルゲンの手に委ねられた。また、マンドゥールン・ハーンはトゥルゲンの息子ホサイに自らの娘を嫁がせて「タブナン」という称号を名のらせ、トゥメトを統治するトゥルゲン家との関係を強固なものとした。

### ダヤン・ハーンの時代
ダヤン・ハーンによりモンゴルが再編成されると、トゥメン（万人隊）と呼ばれる6つの大部族が3つずつ左右翼に分かれて配置された。このうち、右翼のトゥメト・トゥメンは一名モンゴルジンともいい、チンギス・カン時代以前から、陰山山脈で遊牧していたネストリウス派キリスト教徒のオングト王国の後身である。
初め、ダヤン・ハーンの三男バルス・ボラト・サイン・アラクは右翼のトゥメト部に婿入りして、グン・ビリクとアルタンの2子をもうけていたが、兄のウルス・ボラト晋王（ジノン）が右翼ヨンシエブのイブラヒム（イバライ）太師（タイシ）らによって殺されたため、妻子を連れて父のもとへ逃れた。1509年秋頃、ダラン・テリグンの戦いで、ダヤン・ハーンは左翼の連合軍を率いて右翼の連合軍を破り、ウルス・ボラト晋王の仇をとるとともに内乱を鎮めた。首謀者であるイブラヒム太師はハミでトゥメト部のバヤンマラト・ダルハンによって射殺された。この戦いの後、ダヤン・ハーンはバルス・ボラト・サイン・アラクを右翼三トゥメンの晋王に任命した。

### ダヤン・ハーンの死後
1524年にダヤン・ハーンが亡くなると、後継者で孫のボディ・アラクがまだ若いということで、バルス・ボラト・サイン・アラク晋王は右翼三トゥメンを背景に自らハーン位についた。しかし、ボディ・アラクは左翼三トゥメンを率いてバルス・ボラト・サイン・アラク晋王に退位を迫り、ハーン位についた。
ハーン位を退いたバルス・ボラト・サイン・アラク晋王は右翼の大部分を領し、弟のアルス・ボラト・メルゲン皇太子（ホンタイジ）は七トゥメトを領した。

### アルタン・ハーンの時代
バルス・ボラト・サイン・アラク晋王が1531年に亡くなると、長男のグン・ビリクが晋王の位についてオルドス部・トゥメンを領し、次男のアルタンが十二トゥメト部を領した。
右翼のグン・ビリク・メルゲン晋王とアルタンの兄弟は毎年、オイラト，モグリスタン，青海の遊牧民を征伐し、明に侵入して略奪を繰り返した。1571年、アルタンは明の隆慶帝と講和を結び、「順義王」の称号を授けられる。1542年にグン・ビリク・メルゲン晋王が亡くなると、左翼チャハル部のボディ・アラク・ハーンはアルタンを右翼の新しい指導者と認めて、トシェート・セチェン・ハーンの称号を授け、モンゴルで2番目のハーンに位置付けた。1578年、アルタン・ハーンはチベット仏教ゲルク派の高僧ソェナム・ギャツォに「ダライ・ラマ」の称号を贈った。
1582年、アルタン・ハーンが亡くなると、センゲ・ドゥーレン・テムル皇太子が後を継いでハーンとなった。

### センゲ・ドゥーレン・ハーンの時代
1582年、センゲ・ドゥーレン・ハーンはチベットのダライ・ラマ3世を招き、オルドスのホトクタイ・セチェン・ホンタイジ共々ダライ・ラマ3世から聖典の言葉・教誡・灌頂を受ける。1585年、センゲ・ドゥーレン・ハーンとジュンゲン・ハトン等は十二トゥメトの大小のノヤンを率いてダライ・ラマ3世を迎え、ハダイで会見した。この年、センゲ・ドゥーレン・ハーンが65歳で死去し、翌年（1586年）長子のナムタイ・セチェン・ホンタイジがハーン位につく。

### ナムタイ・セチェン・ハーンの時代
ナムタイ・セチェン・ハーンはその在世中、数々の波羅蜜を献じたり、ダライ・ラマ4世と会見したり、『ガンジュル』のモンゴル語への翻訳など、チベット仏教の活動を活発におこなった。

### トゥメト・ハーン家の終焉
1603年に即位したチャハル部長リンダン・ハーンは、モンゴル再統一をもくろみ、それまで対等の立場にあったモンゴル諸部に対して強権をふるった。時に女真族の後金国は勢力を拡大し、ハルハ部やホルチン部などをその支配下に置き、チャハル部に迫ってきた。1628年、リンダン・ハーンはハラチン部、トゥメト部、オルドス部を降して西進し、チベット遠征をおこなうが、青海に入る途中の甘粛武威の草原で病死した。

### 清代のトゥメト左右翼
後にトゥメト部は左右翼に分かれ、異姓で同牧することとなる。左翼はチンギス・カンの四駿四狗のひとり、ジェルメ（済拉瑪）の後裔であり、ジェルメから13代後のシャンバ（善巴）に至り、ハラチン部と近族となる。右翼はチンギス・カンの後裔でボルジギン氏であり、チンギス・カンから19代後のエムブチュフル（鄂木布楚琥爾）に至り、子のグム（固穆）が生まれ、帰化城のトゥメト部と近族となる。
後金の天聡3年（1629年）、シャンバとエムブチュフルは各一族を率いて後金に帰順する。
天聡8年（1634年）6月、トゥメト部は後金の明征伐に従軍した。7月、独石口より明辺に侵入し、大軍を保安州で会し、分兵して都統ウネゲ（武訥格）に属し、チャハル部の辺境を攻略した。翌年（1635年）、ホンタイジは詔で所部スムン（佐領）を編成し、ジャサク（扎薩克）を三つを設けた。一つはシャンバ（善巴）、一つはゲンゲル（賡格爾）、一つはエムブチュフル（鄂木布楚琥爾）である。ゲンゲル（賡格爾）はシャンバ（善巴）の一族である。
清の崇徳2年（1637年）、罪によってゲンゲルのジャサク（扎薩克）が削られたため、シャンバはその衆を領した。これよりトゥメト（土默特）は左右翼に分かれ、シャンバとエムブチュフルがこれを掌握することとなる。
崇徳6年（1641年）、錦州包囲に従軍し、総督の洪承疇を破って援兵した。崇徳8年（1643年）、奉命将軍アバタイ (多羅饒餘貝勒ベイレ) の明征伐に従軍する。
順治元年（1644年）、山海関侵入に従軍し、流賊の李自成を撃つ。順治3年（1646年）、スニト（蘇尼特）部叛人のタンジス（騰機思）殲滅に随う。
康熙元年（1662年）、ハルハ部タイジ（台吉）のバルブビントゥ（巴爾布冰図）が清に帰順してきたので、康熙帝は詔でトゥメト部に附けて遊牧させた。康熙13年（1674年）、大軍は逆藩の耿精忠等を討ち、康熙帝は詔でトゥメト部のタブナン（塔布嚢）シャンダ（善達）にハラチン部のタブナン（塔布嚢）ホジゲル（霍済格爾）とともに兗州聴調に赴かせた。
雍正3年（1725年）、タブナンのシャジン・ダライ（沙津達賚）は清軍に従軍し、ジュンガルを防いだ。雍正7年（1729年）、鎮国公（トシェグン）に封ぜられる。雍正9年（1731年）、大将軍の傅爾丹はジュンガルをホトンフルハノル（和通呼爾哈諾爾）で撃ったが、シャジン・ダライ（沙津達賚）が陣から逃げたため、爵を削った。トゥメト部は参賛内大臣のマランタイ（馬蘭泰）に随い、賊のシルハジョ（西爾哈昭）を破り、甚だ賊衆を斬り捕えたため、雪恥をはらすことができた。
乾隆41年（1776年）、清朝はトゥメト所部を墾地して朝陽県を置く。
光緒17年（1891年）、アオハン部の金丹道匪の変にて、トゥメト部は同時に擾を被った。

## 旗と爵
トゥメト部には左右翼の2旗存在する。左翼は海他哈山に駐屯し、右翼は巴顔和朔に駐屯し、ジョソト（卓索図）盟に属した。左翼には佐領80、右翼には佐領90あり、諸旗の中でも特に多いものとなった。
爵は3つあり、鎮国公（トシェグン）から昇格したジャサク・ドロイ・ダルハン・ベイレ（扎薩克多羅達爾漢貝勒）が一つ、附ハルハ・ベイレ（喀爾喀貝勒）が一つ、ジャサク・グザ・ベイセ（扎薩克固山貝子）が一つある。

## 構成部族
十二トゥメト
- 七トゥメト（doluγud tümed、土悶）
- ウイグルジン（uyiγurǰin、畏吾児）
- ウーシン（üγüsin、兀甚）
- バヤウト（bayaγud、叭要）
- ウルウト（uruγud、兀魯）
- コンギラト（qonggirad、甕吉剌）

## 歴代首長

### 七トゥメト（ドローン・トゥメド）
1. ドーラン・タイジ
2. マンドゴリ・ハーン
3. ダヤン・ハーン
4. アルス・ボラト
5. バルス・ボラト
6. アルタン・ハーン

### モンゴルジン
1. モンケベイ
2. トゥルゲン（脱羅干）
3. ホサイ（火篩）
4. バルス・ボラト
5. アルタン（俺答）

### トゥメト・ハーン
ハーン
1. アルタン・ハーン（俺答）（1551年 - 1582年）
2. センゲ・ドゥーレン・テムル・ハーン（黄台吉）（1582年 - 1586年）…アルタンの長子
3. ナムタイ・セチェン・ハーン（チュルゲ・ハーン、撦力克）（1586年 - 1607年）…センゲの長子
4. ボショクト・ハーン（卜失兎）（1607年 - 1628年）…チュルゲの孫、晁兎の長子

### トゥメト（土黙特）左翼部
ジャサク・ドロイ・ベイレ（扎薩克多羅貝勒）
1. シャンバ（善巴）（扎薩克塔布嚢：1635年 - 1636年、扎薩克達爾漢鎮国公：1636年 - 1657年）…ジェルメの後裔
2. ジョリクト（卓哩克図）（扎薩克達爾漢鎮国公：1657年 - 1662年、扎薩克多羅達爾漢貝勒：1662年 - 1674年）…シャンバの長子
3. ジャオト（兆図）（扎薩克多羅達爾漢貝勒：1674年 - 1675年）…ジョリクトの長子
4. エルデムト（額爾徳木図）（扎薩克多羅達爾漢貝勒：1675年 - 1703年）…ジャオトの長子
5. マニ（瑪尼）（扎薩克多羅達爾漢貝勒：1703年 - 1713年）…エルデムトの長子
6. アラブタン（阿喇布坦）（扎薩克多羅達爾漢貝勒：1713年 - 1739年）…マニの長子
7. ソノムバルジュル（索諾木巴勒珠爾）（扎薩克多羅達爾漢貝勒：1740年 - 1810年）…アラブタンの孫
8. ゴンチュクバルサン（貢楚克巴勒桑）（扎薩克多羅達爾漢貝勒：1810年 - 1816年）…ソノムバルジュルの次子
9. ジクムトジャブ（済克默特扎布）（1816年 - 1833年）…ゴンチュクバルサンの子
10. ナシュンエルジェイ（那遜鄂勒哲依）（1833年 - 1862年）…ジクムトジャブの子
11. サンバルノルザン（散巴勒諾爾賛）（1862年 - 1870年、削扎薩克：1870年 - 1887年）…ナシュンエルジェイの子
  - ハスタマガ（哈斯塔瑪噶）（扎薩克一等塔布嚢：1870年 - 1880年）…サンバルノルザンの弟
12. セリンナムジルワンバオ（色凌那木済勒旺保）（扎薩克一等塔布嚢：1885年 - 1888年、扎薩克多羅貝勒：1888年 - ?）サンバルノルザンの子

ハルハ・ドロイ・ベイレ（喀爾喀多羅貝勒）
1. バルブビント（巴勒布冰図）（喀爾喀台吉：1662年 - 1665年、多羅貝勒：1665年 - 1668年）…チンギス・カン裔
2. ソノム（索諾木）（1668年 - 1692年）…ハブルビントの次子
3. ロブツァンダンバ（羅卜蔵丹巴）（1692年 - 1722年）…ソノムの第三子
4. バンディリンチン（班第璘沁）（1722年 - 1757年）…ロブツァンダンバの第三子
5. ゴンボドルジ（袞布多爾済）（1757年 - 1800年）…バンディリンチンの次子
6. ダシブムジナ（達什布木済那）（1800年 - 1806年）…ゴンボドルジの長子
7. イシラクバ（伊什拉克巴）（1806年 - 1830年）…ダシブムジナの長子
8. ワンチュクワブタン（旺楚克拉布坦）（1830年 - 1852年）…イシラクバの子
9. ブヤンバダルフ（布彦巴達爾呼）（1852年 - 1866年）…ワンチュクワブタンの弟
10. ゴンサンジュルモト（貢桑珠爾莫特）（1866年 - 1902年）…ブヤンバダルフの子
11. ダクダンプンスク（達克丹彭蘇克）（1903年 - ?）

### トゥメト（土黙特）右翼部
ジャサク・グザ・ベイセ（扎薩克固山貝子）
1. グム（固穆）（扎薩克鎮国公：1648年 - 1663年、扎薩克固山貝子：1663年 - 1674年）…チンギス・カン裔エムブチュフル（鄂木布楚琥爾）の子
2. ゴンジスジャブ（袞済斯扎布）（1674年 - 1692年）…グムの第四子
3. ラスジャブ（拉斯扎布）（1692年 - 1698年）…グムの第三子
4. バンディ（班第）（1698年 - 1709年）…ラスジャブの長子
5. ハムガバヤスフラント（哈穆噶巴雅斯呼朗図）（1709年 - 1771年）…バンディの長子
6. チュイジャブ（垂扎布）（1771年 - 1774年）…ハムガバヤスフラントの長子
7. セブテンドンロブ（色布騰棟羅布）（1774年 - 1785年）…チュイジャブの次子
8. セブテンラシ（色布騰喇什）（1785年 - 1792年）…チュイジャブの第三子
9. プンスクリンチン（朋素克璘親）（1792年 - 1799年）…セブテンラシの叔父
10. マニバダラ（瑪呢巴達喇）（1799年 - 1827年、郡王品級：1827年 - 1832年）…ブンスクリンチンの第四子
11. デルクセレン（徳勒克色楞）（1833年 - 1857年）…マニバダラの子
12. ソトナムセデン（索特那木色登）（1857年 - 1880年）…デルクセレンの子
13. ゴンボジャブ（棍布扎布）（1880年 - ?）…ソトナムセデンの子